# Port Talbot Town
Port Talbot Town (offiziell: Port Talbot Town Football Club) ist ein Fußballverein aus der walisischen Stadt Port Talbot, der aktuell in der Division One, der zweithöchsten walisischen Spielklasse, spielt.

## Geschichte
Der Club wurde 1901 als Port Talbot Athletic gegründet.
Im Jahr 2000 stieg man in die League of Wales, die höchste walisische Spielklasse, auf. Daraufhin wechselte man im Jahr 2011 den Namen und nannte sich fortan Port Talbot Town. Zum Afan Lido FC besteht eine Rivalität, da beide Vereine nur rund eine halbe Meile voneinander getrennt sind. Die Rivalität ist eine der heftigsten in Südwales.
Ein dritter Platz in der Saison 2009/10 berechtigte den Verein dazu an der UEFA Europa League 2010/11 teilzunehmen. Allerdings schied man in der 1. Qualifikationsrunde mit 1:7 (1:3 & 0:4) gegen den finnischen Vertreter Turun Palloseura aus. Es war der bisher einzige internationale Auftritt von Port Talbot Town.

## Fankultur
Die durchschnittliche Besucherzahl betrug zwischen 1994 und 2010 270 Zuschauer, obwohl die Zahl der Zuschauer in der letzten Zeit anstieg. Die höchste bisher erreichte Zuschauerzahl wurde im Spiel gegen Swansea City mit 2.609 Zuschauern erreicht. Die Partie fand im Viertelfinale des FAW Premier Cups 2007 statt und Port Talbot gewann mit 2:1.
Die Fans von Port Talbot Town sind bekannt für ihre loyalen und passionierten Texte, weswegen sie als eine der besten Fangemeinden in Wales gelten. Die Ultragruppe, die sich selbst The Burns Road Enders oder kurz Burners nennt, gilt als eine der extremsten Gruppen in der gesamten walisischen Liga. Während der Spiele verwendet die Gruppierung häufig Bengalische Feuer, Trommeln und Trompeten.

## Ligarekorde
- Höchster Sieg: 7:0 gegen den Cefn Druids FC am 16. Februar 2010
- Höchste Niederlage: 0:6 gegen den The New Saints FC am 14. April 2001

## Europapokalbilanz
| Saison  | Wettbewerb         | Runde                  | Gegner   | Gesamt | Hin     | Rück    |
| ------- | ------------------ | ---------------------- | -------- | ------ | ------- | ------- |
| 2010/11 | UEFA Europa League | 1. Qualifikationsrunde | Turku PS | 1:7    | 1:3 (A) | 0:4 (H) |

Gesamtbilanz: 2 Spiele, 2 Niederlagen, 1:7 Tore (Tordifferenz −6)

## Größte Erfolge
- Aufstieg in die League of Wales: 2000
- Finale des Walisischen Pokals: 2010
- Teilnahme an der UEFA Europa League: 2010/11